# Абрамово (Новосибирская область)
Абра́мово — село в Куйбышевском районе Новосибирской области. Административный центр Абрамовского сельсовета.

## География
Площадь села — 110 гектаров.

## История
В 1926 году село Колмаково состояло из 196 хозяйств, основное население — русские. В административном отношении являлось центром Абрамовского сельсовета Барабинского района Барабинского округа Сибирского края.

## Население
| 1926 | 2002  | 2007  | 2010  |
| ---- | ----- | ----- | ----- |
| 837  | ↗1091 | ↗1226 | ↘1222 |

## Инфраструктура
В селе по данным на 2007 год функционируют 1 учреждение здравоохранения и 1 учреждение образования.